# جيني ويلسون (لاعبة هوكي الحقل)
جيني ويلسون (بالإنجليزية: Jenny Wilson)‏ هي لاعب هوكي الحقل جنوب أفريقية، ولدت في 27 مارس 1979.